# Ersatzgesellschaft
Als Ersatzgesellschaft bezeichnet man Pflanzengesellschaften, die unter anthropogenen Einflüssen entstanden sind, erhalten werden oder sich als direkte Folge aktueller oder ehemaliger Nutzungen einstellen. Der Ausdruck Ersatzgesellschaft bezieht sich auf das Konzept der potenziellen natürlichen Vegetation und wird nur in diesem Zusammenhang verwendet. Im globalen Maßstab spricht man von anthropogenen Landschaften.

## Ersatzgesellschaft und potenzielle natürliche Vegetation
Die potenzielle natürliche Vegetation ist ein theoretisches Konzept zur Beurteilung des natürlichen Standortpotenzials. Sie dient dazu, herauszufinden, welche Vegetationsform sich an einem bestimmten Standort anstelle der vorhandenen Vegetation einfinden könnte, wenn die Bedingungen verändert werden. Dadurch können z. B. bei einer Aufforstung die geeigneten Baumarten ausgewählt werden, oder der Vegetationszustand nach einer Nutzungsveränderung oder -aufgabe kann prognostiziert werden.

### Schlussgesellschaft
Zur Bestimmung der Ersatzgesellschaften wird zunächst die reale Vegetation des zu beurteilenden Standorts aufgenommen. Aus dieser kann eine sogenannte Schlussgesellschaft ermittelt werden. Diese ist die dauerhafteste Pflanzengesellschaft, die am jeweiligen Standort möglich ist. Gäbe es keine menschlichen Einflüsse, kann man annehmen, dass diese Vegetation sich auf diesem Standort tatsächlich einfinden würde. Die Schlussgesellschaft entspricht also der potenziellen natürlichen Vegetation im eigentlichen Sinne. Schlussgesellschaften sind unter den Bedingungen Mitteleuropas beinahe ausschließlich Waldgesellschaften. Alle anderen Vegetationseinheiten sind also Ersatzgesellschaften, z. B. Nadelholzforsten, Wiesen, Äcker, Magerrasen. Da nur die spontane Pflanzendecke direkt durch die Standortfaktoren bedingt ist, darf naturgemäß auch nur diese für die Beurteilung herangezogen werden. Für die Ersatzgesellschaft eines Ackers in einer Kulturlandschaft wird dementsprechend die Unkrautflora beurteilt, nicht der vom Menschen ausgesäte Raps oder Roggen. Für die Ersatzgesellschaft eines Nadelbaumforsts die Bodenvegetation, nicht die angepflanzten Kiefern oder Douglasien. Für die jeweilige Schlussgesellschaft kann ein Spektrum an möglichen Ersatzgesellschaften ermittelt werden, die sich unter bestimmten menschlichen Einflüssen einstellen (z. B. können der Schlussgesellschaft Eichen-Hainbuchen-Wald die Ersatzgesellschaften unter anderen Glatthafer-Wiese, Weidelgras-Weißklee-Weide und Acker-Unkrautgesellschaft entsprechen).

### Reale Vegetation
Durch menschliche Einflüsse, vor allem durch Nutzungseinflüsse, weicht die reale Vegetation in sehr vielen Fällen von der zu erwartenden Schlussgesellschaft ab. Ein solcher Vegetationsbestand, der denselben Standorteinflüssen (Bodenfaktoren, Lokalklima) wie die Schlussgesellschaft unterliegt, aber aufgrund der Nutzungsfaktoren eine andere Vegetation trägt, ist eine Ersatzgesellschaft. Dementsprechend gibt es auf einem Standort so viele Ersatzgesellschaften, wie es menschliche Nutzungseinflüsse gibt.
Durch menschliche Einflüsse, aber auch durch natürliche Sukzession, kann sich natürlich nicht nur die Vegetationsdecke, sondern auch der Standort verändern. Beispielsweise kann ein nach Waldrodung offen liegender Boden durch Erosion seine Humusdecke (oder den gesamten Oberboden) verlieren. Durch Bagger und Baumaschinen können Böden auf- oder abgetragen werden. Durch Deiche und Entwässerungsgräben können Sümpfe trockengelegt werden. Da sich dadurch das Standortpotenzial selbst verändert, werden so entstandene Vegetationsbestände nicht als Ersatzgesellschaften auf dem ursprünglichen Standort betrachtet. Sie besitzen aber selbstverständlich ihre eigene Schlussgesellschaft (die dem neuen Standortpotenzial entspricht) und ihr eigenes Spektrum an Ersatzgesellschaften.

### Hemerobie
Ersatzgesellschaften werden in Stufen der anthropogenen Beeinflussung eingeteilt (Hemerobie). Damit können syndynamische Zusammenhänge zwischen Pflanzengesellschaften erklärt werden (z. B. progressive und regressive Sukzession). Tüxen hat die Ersatzgesellschaften in vier Grade zunehmender anthropogener Überformung unterteilt, so dass eine Ersatzgesellschaft 1. Grades der potenziellen Schlussgesellschaft pflanzensoziologisch und syndynamisch näher stehe als eine Ersatzgesellschaft 4. Grades. Im wissenschaftlich-beschreibenden Sinne ist mit dieser Stufung keine Wertung verbunden, so dass Schlussgesellschaften und Ersatzgesellschaften als unterschiedliche aber gleichberechtigte Pflanzengesellschaften anzusehen sind, die an einem Wuchsort gedeihen können. Da aber Ersatzgesellschaften im ökonomischen Zusammenhang der Landbewirtschaftung stehen, kann ihnen sekundär Wert zuerkannt werden.

## Ersatzgesellschaft und Klimaxvegetation
Im Zusammenhang mit dem Konzept der potenziellen natürlichen Vegetation wird der hypothetische Endzustand der Vegetationsentwicklung als Schlussgesellschaft bezeichnet. In anderem theoretischen Zusammenhang wird dieser Endzustand als Klimaxvegetation gefasst. Die Klimaxvegetation ist der gedachte Endzustand einer natürlichen Entwicklung (Sukzession) an einem bestimmten Standort, aber unter Einbeziehung der dabei ablaufenden Standortveränderungen. Zum Beispiel wird auf einem armen Rohboden die Schlussgesellschaft zum Beispiel ein genügsamer und lichter Kiefernwald sein. Bei einer Sukzession auf diesem Standort wird der Wald den Boden verändern, er kann Auflagehumus akkumulieren, der Wasser und Nährstoffe speichert, und sich so zu einem Eichen- oder Buchenwald entwickeln. Das Konzept der Klimaxvegetation wird in diesem Zusammenhang dafür kritisiert, dass das Ergebnis der Prognose durch die Notwendigkeit, solche Veränderungen vorherzusagen, noch hypothetischer ist als die Zuordnung einer Schlussgesellschaft. Innerhalb der soziologischen Progression gilt die Klimaxvegetation als die 'höchstentwickelte' Vegetationsform an einem Standort. Daher wird an der Klimaxtheorie kritisiert, dass mit ihr eine Wertung impliziert sei, die letztlich die Schlussgesellschaft über die Ersatzgesellschaften stelle.